# 마니사주

마니사주의 위치

마니사주(튀르키예어: Manisa ili)는 튀르키예 서부에 위치한 주로, 에게해 지역에 속한다. 주도는 마니사이며 면적은 13,810km2, 인구는 1,278,657명(2006년 기준), 자동차 번호는 45번, 시외전화 지역번호는 0236번이다. 서쪽으로는 이즈미르주, 남쪽으로는 아이든주, 남동쪽으로는 데니즐리주, 동쪽으로는 우샤크주, 북동쪽으로는 퀴타히아주, 북쪽으로는 발리케시르주와 접하며 16개 군을 관할한다.